# 寿州之战
寿州之战，955年（后周显德二年、南唐保大十三年）十二月至957年三月，后周攻南唐之战中，后周长期围城，击败南唐援军，攻克寿州（治寿春县，今安徽省寿县）的作战。
955年十一月，后周淮南道行营前军都部署李谷统韩令坤等将领率军从正阳（今安徽省寿县西南正阳关）渡过淮河。先锋都将白延遇击败来远（今安徽省寿县西南）、山口镇（即寿州东山口）数千南唐军，攻克上窑（今安徽省怀远县南）。十二月，李谷率军攻打寿州，没有攻克。南唐援军抵达来远，周军退守正阳。956年正月，周世宗亲征，在正阳击败南唐援军，开始围攻寿州。征发宋州（今河南省商丘市）、陈州（今河南省淮阳县）、许州（今河南省许昌市）、蔡州（今河南省汝南县）、亳州（今安徽省亳州市）、颍州（今安徽省阜阳市）的丁夫数十万，填平沟堑，云梯攻城，昼夜不停。南唐清淮军节度使刘仁赡固守，多次击败周军。周世宗督战，由淝水（今安徽省寿县北肥河）用舟船、竹筏装载石砲，抛石攻城，还是没有攻下。于是围点打援，赵匡胤在六合之战获胜。四月，周军深入长江北岸。当时连绵之雨，淮河暴涨，周军营寨水深数尺，舟船、竹筏多被毁。五月，周世宗留下李重进为招讨使，继续围攻寿州，自己返回东京开封府，督造战船。南唐趁机收复失地。南唐皇帝李璟派其弟齐王李景达率军往援寿州，抵达濠州（今安徽省凤阳县东北）。刘仁赡于是出兵击杀围城南砦的数百周军。八月，李景达派林仁肇、郭廷谓率军抵达下蔡（今安徽省凤台县），用船装载柴草，想要顺风放火烧毁浮桥，以断周军退路。后周殿前都指挥使张永德派人用千余尺铁链拴上巨木横截淮河。夜里派会游泳的人到南唐船底拴上铁锁，周军突袭，唐军船只不能进退，很多人战死溺死。957年正月，寿州被围超过一年，城中粮尽，李景达派军出濠州，溯淮河抵打紫金山（今安徽省寿县东北淮河南岸）安营，构筑甬道，想要通畅寿州粮运。二月，周世宗再次亲征，派新建水军在紫金山南安盈，攻破紫金山南唐的营寨和甬道。唐兵大败。刘仁赡还是坚守孤城，其子刘崇谏想要投降后周被斩，属下将士于是立誓死战。刘仁赡卧病不起，监军使周廷构、营田副使孙羽假称刘仁赡的命令归降后周，寿州终于被后周夺得。